# Giardini della Biennale

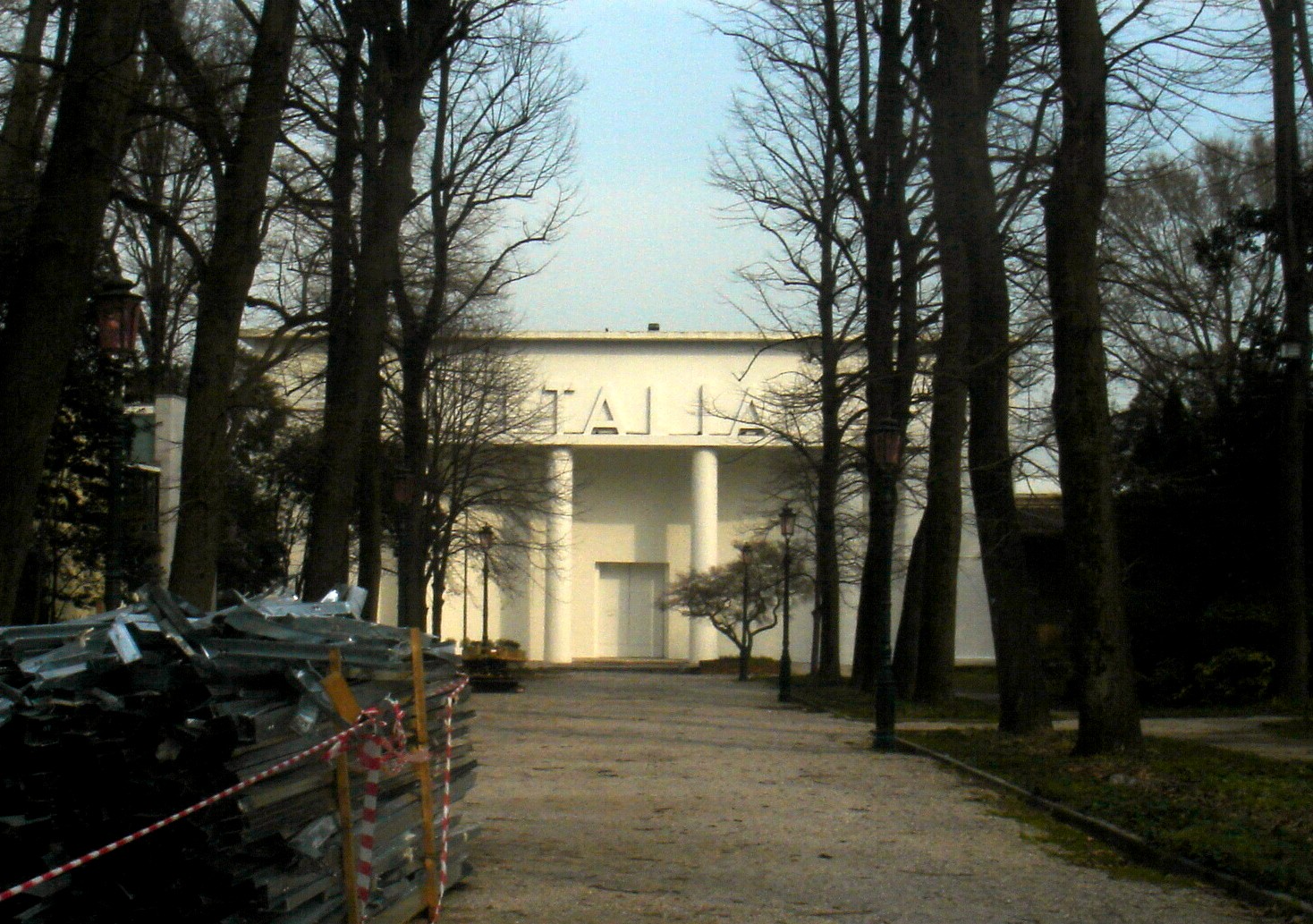
Centralpaviljongen för Venedigbiennalen, tidigare den italienska paviljongen

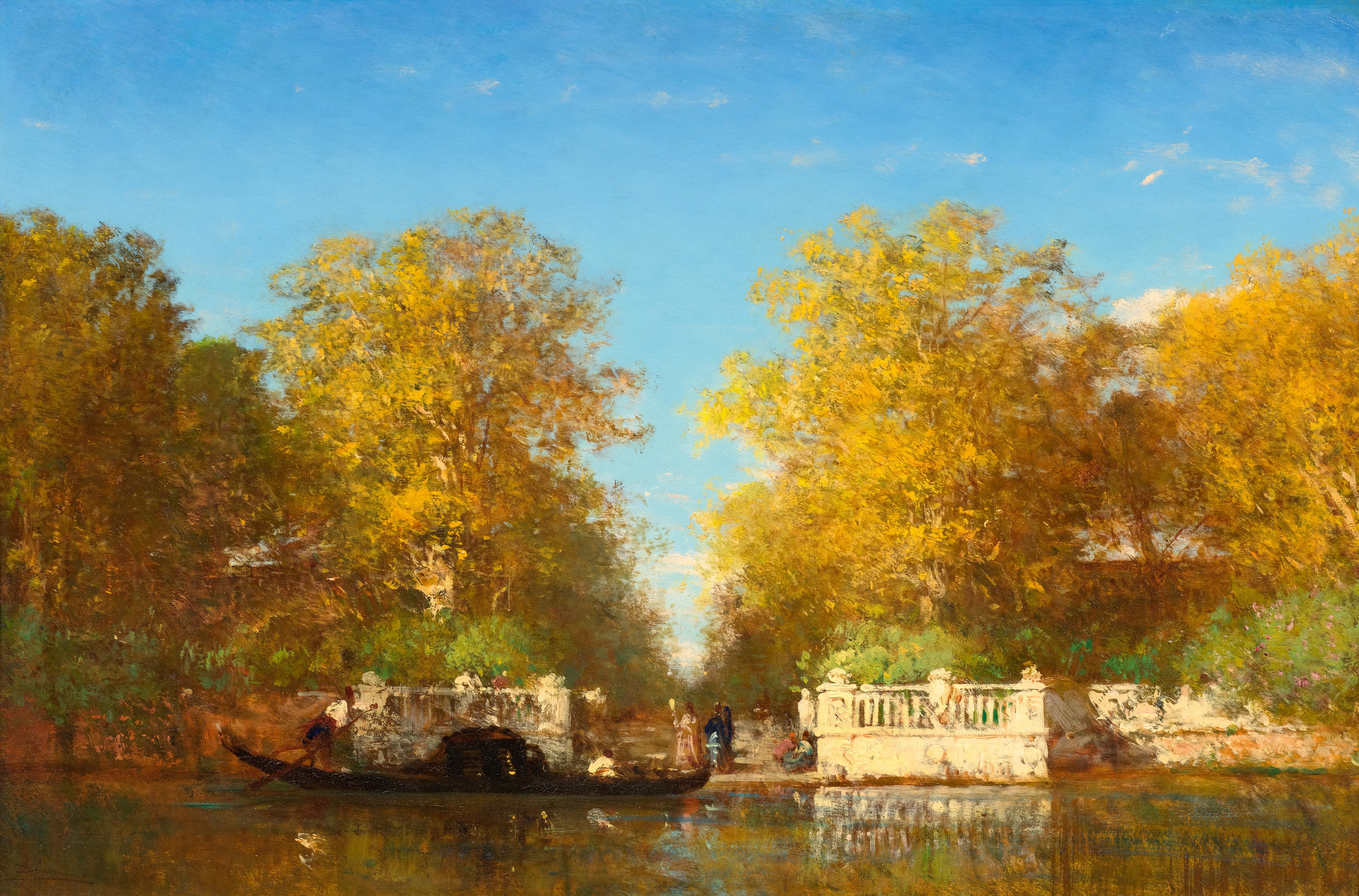
Målning av Félix Ziem av ingången till Giardini, före 1911.

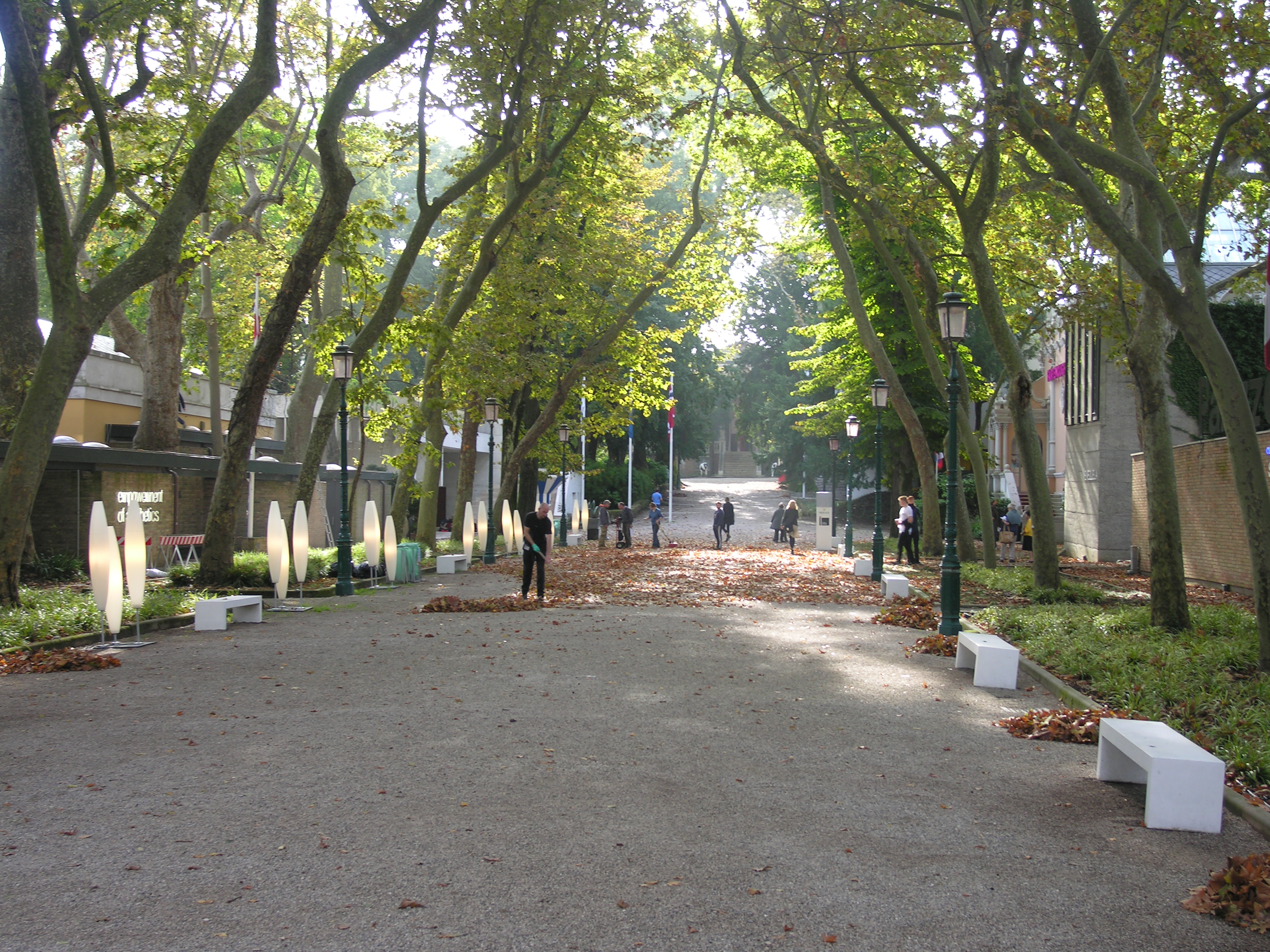
Utställningspaviljonger i Giardini under Venedigbiennalen 2014.

Giardini är ett parkområde i staden Venedig och centrum för Venedigbiennalen. Giardini skapades i början av 1800-talet på uppdrag av Napoleon Bonaparte som lät avvattna ett våtmarksområde för att skapa en offentlig trädgård på stranden av Bacino di San Marco, vilket är ett smalt vatten som avgränsar parkområdet från Markusplatsen och Dogepalatset.
Trädgårdarna innehåller 30 permanenta utställningspaviljonger som tillhör olika nationer, där nya utställningar presenteras vid varje biennal. Flera av paviljongerna ritades av 1900-talets ledande arkitekter, som Carlo Scarpa och Alvar Aalto. Centralt placerade i Giardini ligger den Nordiska paviljongen omgiven av USA:s och Danmarks paviljonger.

## Bildgalleri

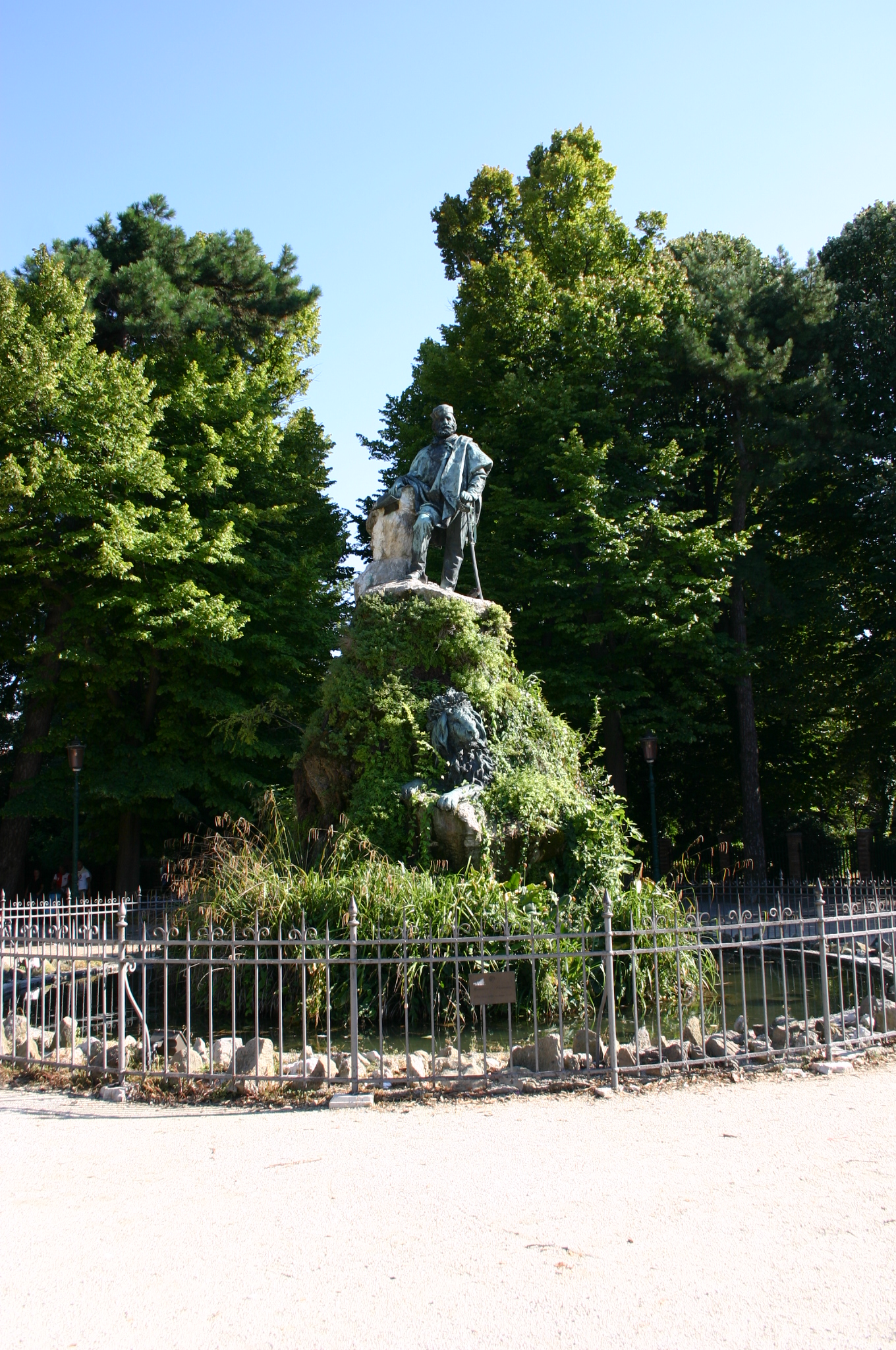
Monumentet över Giuseppe Garibaldi av Augusto Benvenuti (1833-1899), 1885
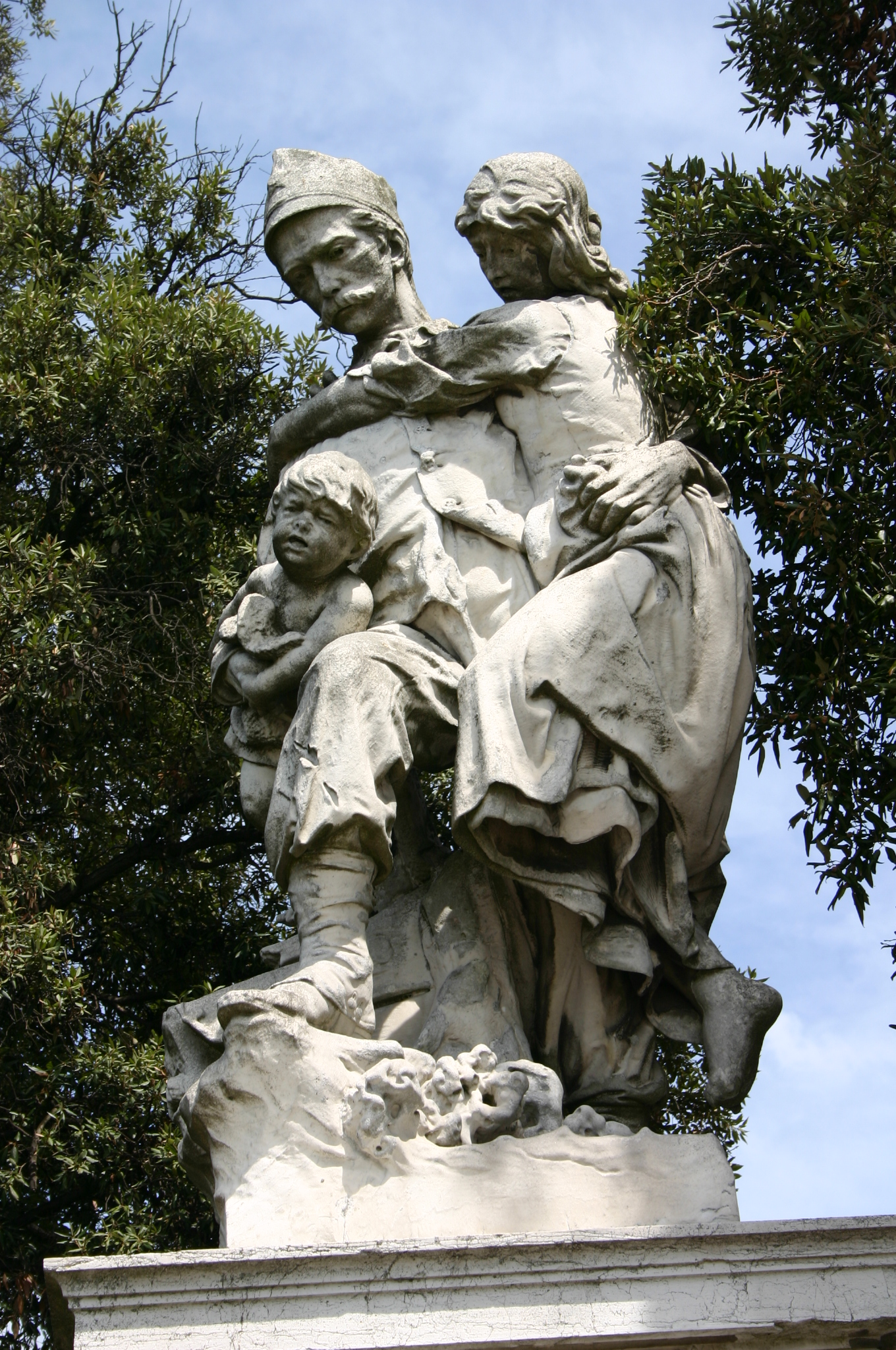
Soldatmonumentet av Augusto Benvenuti, 1885
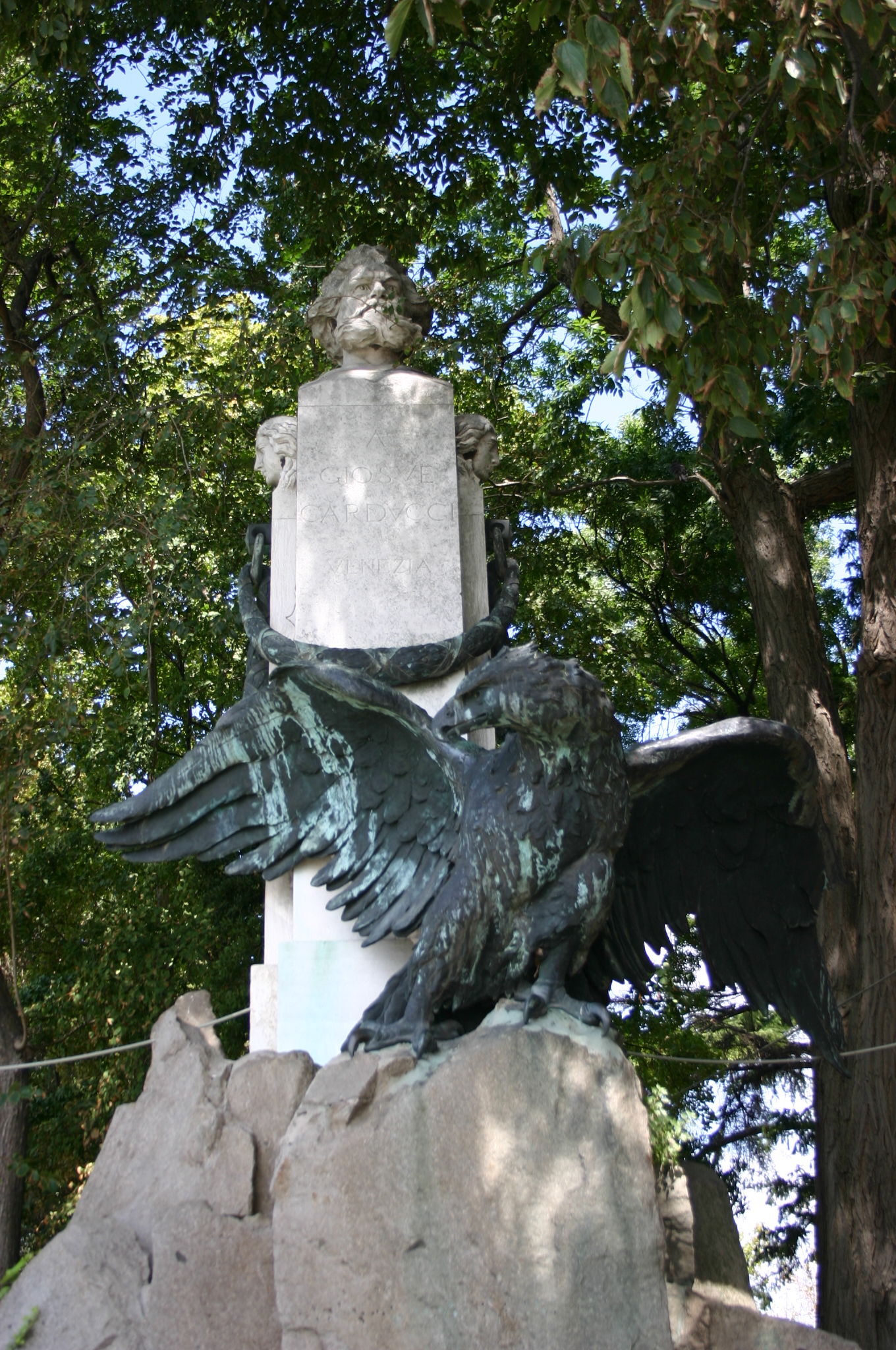
Monumentet över Giosuè Carducci, av Annibale de Lotto (1877-1932), 1912
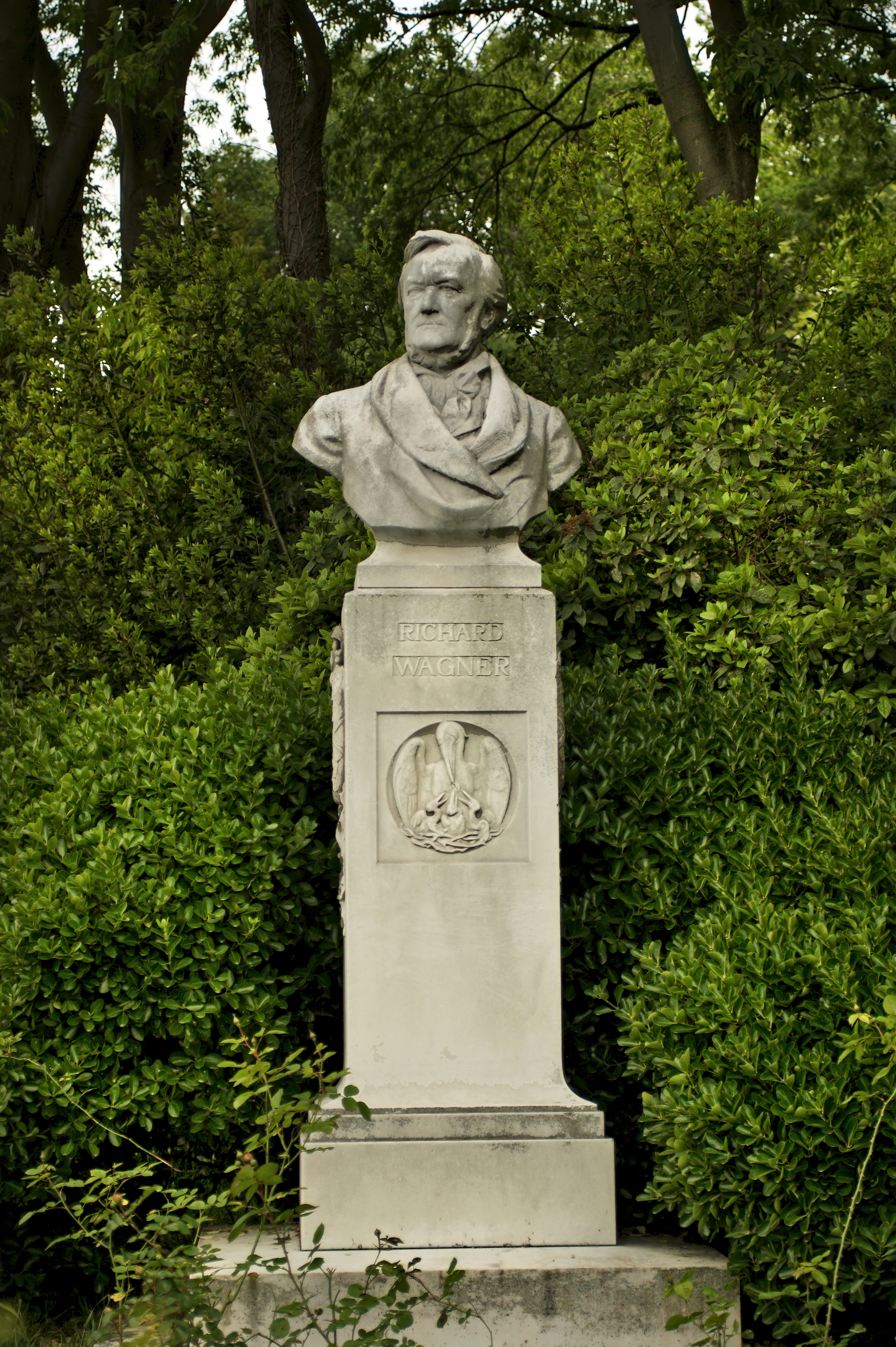
Monumentet över Richard Wagner av Fritz Schaper 1908